# Leif Johansson
Leif Johansson (Loos, 25 maggio 1945) è un batterista svedese.

## Biografia
Esordì nel 1962 come batterista degli Ola & The Janglers, gruppo garage rock con cui incise sette album (tra cui Let's Dance, il cui omonimo singolo entrò nella Top 100 statunitense) e prese parte a due film. Dopo lo scioglimento del gruppo, avvenuto nel 1969, Johansson entrò negli Ola, Frukt & Flingor, progetto solista di Ola Håkansson (già cantante degli Ola & The Janglers) che pubblicò quattro album dal 1972 al 1976.
Nel 1979 entrò nei Secret Service, gruppo derivante da un progetto solista di Håkansson chiamato Ola + 3, con il quale collaborò fino al 1985.

## Discografia

### Ola & The Janglers
- 1965 - Surprise, Surprise
- 1966 - Patterns
- 1966 - Limelight
- 1967 - Pictures & Sounds
- 1967 - Under-Ground
- 1968 - Let's Dance
- 1969 - Sweet Love, Lost Love

### Ola, Frukt & Flingor
- 1972 - Drömmens Dag
- 1974 - Från Tryckare Till Shake
- 1976 - 3
- 1976 - O.F.F.

## Filmografia
- 1967 - Drra på - kul grej på väg till Götet
- 1967 - Ola och Julia